# Acanthoscelides obrienorum
Acanthoscelides obrienorum är en skalbaggsart som beskrevs av Johnson 1970. Acanthoscelides obrienorum ingår i släktet Acanthoscelides och familjen bladbaggar. Inga underarter finns listade i Catalogue of Life.